# Баски (Умбрија)
Баски (итал. Baschi) је насеље у Италији у округу Терни, региону Умбрија.
Према процени из 2011. у насељу је живело 941 становника. Насеље се налази на надморској висини од 172 м.

## Становништво
| 1931. | 1936. | 1951. | 1961. | 1971. | 1981. | 1991. | 2001. | 2011. |
| ----- | ----- | ----- | ----- | ----- | ----- | ----- | ----- | ----- |
| 4.260 | 4.324 | 4.272 | 3.656 | 2.967 | 2.737 | 2.701 | 2.649 | 2.803 |